# Koperzalm
De koperzalm (Hasemania nana) is een vis uit de familie van de Characidae. De wetenschappelijke naam van de soort werd in 1875 als Tetragonopterus nanus gepubliceerd door Christian Frederik Lütken. De soort is afkomstig uit Brazilië. Hij komt in de natuur voor in beschutte bosbeekjes die grotendeels overschaduwd worden door overhangende oeverplanten.

## Beschrijving
Het visje wordt zo'n 5 centimeter lang en de volwassen mannen zijn koperrood gekleurd, de volwassen vrouwtjes blijven meer zilver van kleur. Ze hebben witte puntjes aan de rug-, aars- en staartvin en een horizontale donkere tot zwarte streep, smal beginnend boven de borstvinnen en breder uitlopend tot in de staartaanzet. Het lichaam is matig hoog en gestrekt en is zijdelings sterk samengedrukt. De vetvin ontbreekt. Koperzalmen zijn scholenvissen en komen in het wild in grote aantallen samen voor. Aan de intensiteit van de kleur is in het aquarium goed af te leiden of deze vissen het naar hun zin hebben.

## Aquarium
Koperzalmen zijn scholenvissen en moeten dus met minimaal 6-8 exemplaren gehouden worden, hoe meer hoe beter. Een kleine school kan gehouden worden in een aquarium vanaf 60 centimeter. De watertemperatuur moet tussen 20 en 26 graden zijn, pH 6,5–7,0, GH 8–12.
Koperzalmen zijn vrij rustige visjes die houden van veel (fijnbladige)beplanting. Grote open stukken zwemruimte, een donkere bodem, matige belichting en drijvende planten die voor schaduw zorgen worden zeer op prijs gesteld. Worden ze met drukke vissen gehouden, dan worden ze schuw en verliezen ze hun kleur. Verder kunnen ze met vrijwel alle andere vissen zonder problemen samen gehouden worden. Koperzalmen houden zich op in de middelste en bovenste waterlagen.

## Voeding
Koperzalmen zijn omnivoren en geen kieskeurige eters. Droogvoer, diepvries, algen en klein levend voer worden allemaal gegeten hoewel er een voorkeur is voor levend voer. Een goede afwisseling wordt op prijs gesteld. Van de bodem wordt geen voedsel gegeten.

## Gedrag
Volwassen mannetjes zijn steeds op zoek naar vrouwtjes die willen paren. Wanneer de vrouwtjes dit niet willen leveren ze schijngevechten met rivalen. 

## Voortplanting
Men kan een kweekpaar uitzoeken door de vissen in de school te bestuderen om te zien welke vissen elkaars gezelschap opzoeken. Het paartje wordt in een kweekbakje geplaatst met fijnbladige planten, een lage waterhardheid (3-4 DH) en een lage pH (5,5). De temperatuur wordt langzaam een paar graden opgevoerd. Filteren over turf is een must. Na het afzetten van de eieren dienen meteen de ouderdieren verwijderd te worden omdat ze hun eigen eieren eten. Eieren zijn piepklein en donkergrijs tot bruin van kleur. Na 24–36 uur komen ze uit. Pasgeboren visjes zijn erg klein en doorzichtig. De jongen kunnen grootgebracht worden met infuus en na 10 dagen met Artemia-naupliën. Eieren kunnen het hele jaar worden afgezet.